# Арутюнян, Акоп Жораевич
Акоп Жораевич Арутюнян (род. 21 мая 1958, Ленинакан) — армянский историк, специалист по истории древней Армении и древнего мира. Доктор исторических наук, профессор Ереванского государственного университета. Впервые в историографии перевёл с древнеармянского на русский расширенный (полный) текст «Ашхарацуйца» или «Древнеармянской географии».

## Биография
Окончил школу с математическим уклоном. Работал на Ленинаканском текстильном комбинате (в 1975-76, и после армии до 1979 г.), служил в Советской Армии в танковых войсках в Гори и Батуми (1976—1978).

#### Образование
Ереванский государственный университет, исторический факультет: 1979—1984. Аспирантура ЕГУ: 1984—1987 (кафедра Всеобщей истории)

#### Учёная степень
Кандидат исторических наук. Тема диссертации: «Восточная политика Римской империи в период доминанта и Армения (IV в н. э.)»: ноябрь, 1989
в 2008 г. представил к защите докторскую диссертацию на тему «Восточное Средиземноморье, Иран и Армения: межгосударственные границы и вопросы административно-территориальных делений (189 до н. э. — 298 н. э.)»;
Доктор исторических наук. Тема диссертации: «Древняя Армения между Восточным Средиземноморьем и Ираном (II в. до н. э. — III в.). Динамика межгосударственных границ и административно-территориального деления». Июнь, 2016, Белгородский государственный национальный исследовательский университет. Защита докторской диссертации в ФГАОУ ВПО «Белгородский государственный национальный исследовательский университет», ученая степень доктора исторических наук по специальности 07.00.03 — «Всеобщая история» соответствующего периода (древный мир)".
Диплом доктора исторических наук нострифицирован ВАК-ом РА 22. 03. 2017.

#### Профессиональная деятельность
1988—1993: Лаборатория исторической географии и картографии Армении / научный сотрудник 1993 до настоящего времени: кафедра всеобщей истории исторического факультета ЕГУ/ преподаватель, с 2004 — Доцент․
2021 г. — Профессор

#### Академические курсы
История древнего Востока, История Древней Греции и Рима; античное и средневековое источниковедение; арабские и арамейские княжества в Сирии и Месопотамии; проблемы современной историографии; история Византии, история Греции; история колонизации.

#### Круг интересов
- Сопоставительная историческая география и картография
- Историческое значение «Ашхарацуйц»-а («Древнеармянской географии»), как первоисточника
- Военная история древнего мира
- История древнего мира
- Вопросы исторической географии и картографии древней и раннесредневековой Армении
- Армяноведение об античности

#### Языки
армянский, русский, английский, древнеармянский (грабар), древнегреческий, латынь.

#### Членство
- Член ученого совета Исторического фак. ЕГУ, Диссертационного совета 069 (Всемирная история), клуба ЕврАзЭС (Армения).
- Академик Международной Академии образования
- Член редколлегии журналов:

1. «Русский язык в Армении» (Ереван),
2. «Проблемы современной русистики» (Ереван),
3. «Научные ведомости БелГУ. Серия История, политология» (Белгород), ныне Via in tempore. История. Политология,
4. «Материалы по археологии и истории античного и средневекового Крыма», (Севастополь-Тюмень-Нижневартовск),
5. «Уральское востоковедение. Международный альманах» (Екатеринбург).
6. «История и культура». Арменоведческие исследования" (Ереван),
7. Северный Кавказ в историческом и археологическом измерениях. Известия научно-педагогической Кавказоведческой школы В. Б. Виноградова. Доклады и сообщения международного семинара Кавказоведческой школы В. Б. Виноградова (Армавир, Ставрополь).

## Список публикаций
Автор более  200  публикаций,  8  монографий и  1  вузовского учебника (в Армении и за рубежом (Россия, Беларусь, Украина, Казахстан, Австрия, Ливан, Молдова, Норвегия): Переводчик полного текста «Ашхарацуйц»-а (Армянской Географии) на русский язык.

#### Монографии
- Армения, государства Восточного Средиземноморья и Иран (189 г. до н. э. — 298 г. н. э.), Ростов-на-Дону, Изд. ЮФУ, 2015, 370 с.
- Столица Великой Армении Тигранакерт в контексте армяно-римско-ближневосточных межгосударственных отношений (296—301 гг.), Ростов-на-Дону-Таганрог, изд. Южного федерального университета, 2019, 260 с.
- Профессор Вальтер Арташесович Дилоян. Историографический очерк или memento vivere. Ереван, Лимуш, 2020. 142 с. (на арм. яз.). (Պրոֆեսոր Վալտեր Արտաշեսի Դիլոյան. Պատմագրական ուրվագիծ կամ memento vivere. Երևան, 2020, Լիմուշ հրատ. 142 էջ).
- История древнейшего Ирана. Учебник (Элам, Мидия). Ереван, Лимуш, 2020. 445 с. (на арм. яз.). (Հնագույն Իրանի պատմություն. Դասագիրք (Էլամ,Մարաստան). Երևան, Լիմուշ հրատ. 2020. 445 էջ).
- Знаменитый военный и теоретик. Жизнь и научное наследие Саркиса Вараковича Саркисяна (1899—1981 гг.). Ереван, Лимуш, 2021. 144 с. (на арм. яз.). (Անվանի զինվորականը և տեսաբանը. Սարգիս Վարագի Սարգսյանի կյանքը և գիտական ժառանգությունը (1899—1981թթ.), Երևան, 2021, Լիմուշ հրատ. 144 էջ).
- Перч Сергеевич Бошнагян: Очерки из военной, научной и общественно-политической деятельности или MEMENTO VIVERE. Ереван, 2022. 200 с. (на арм. яз.). Պերճ Սերգեյի Բոշնաղյան. Ուրվագծեր ռազմական, գիտական և հասարակական-քաղաքական գործունեությունից կամ MEMENTO VIVERE. Երևան, 2022, Լիմուշ հրատ. 200 էջ
- Ашхарацуйц (Армянская гография) V—VII вв. Мовсеса Хоренаци и Анания Ширакаци. Предисловие, перевод и комментарии А. Ж. Арутюняна — Белгород։ издательство «Зебра», 2023. — 184 с.
- Политическая карта мира по «Ашхарацуйц»-у («Древнеармянской географии») Монография в 3 частях․ Часть I Страны Европы; Ростов-на-Дону – Таганрог : Издательство Южного федерального университета, 184 стр.

#### Избранные статьи
1. Реформы Арташеса I и эллинизация древнеармянского государства. Научная мысль Кавказа. Ростов-на -Дону, 2007, № 4. С. 46-55.
2. Феодализация древнеармянского государства в аспекте границ полномочий царей династии Аршакидов и феодал-нахараров. Вестник СПбУ. серия 2. История. 2008, № 1. С. 134—138.
3. Из истории Ереванского государственного университета. Научная мысль Кавказа. Ростов-на-Дону. 2008, № 2. С. 68-73 (соавтор В. С. Петросян).
4. Арташес I и основание древнеармянской профессиональной армии. ВДИ. 2009, № 2. С. 129—137.
5. О местонахождении «Castellum Volandum» согласно Корнелию Тациту (историко-лингвистическое и географическое исследование). Вестник СПбУ. серия 2. История. 2010, № 2. С. 154—159.
6. К вопросу территории расселения древневосточных славян согласно трудам Мовсеса Хоренаци. Каспийский регион, политика, экономика, культура, Астрахань. 2012, № 2. С. 365—371.
7. О численности армии Тиграна II. Мнемон. Исследования и публикации по истории античного мира. вып. 11. Под ред. проф. Э. Д. Фролова. СПб., 2012. С. 127—136.
8. Возникновение института губерний на территории древнеармянского государства (согласно античным историкам). Материалы по археологии и истории античного и средневекового Крыма. Вып. IV. Севастополь — Тюмень. 2012. C. 47-54.
9. Контуры древней армяно-грузинской границы в спорном освещении грузинских авторов. Сохранение культурного наследия и проблемы фальсификации истории. Материалы всероссийской молодёжной конф. в рамках фестиваля науки 19-21 сентября 2012. Астрахань. Т. 2. С. 81-86
10. Ориентация древнеармянской карты «Ашхарацуйц». Восток (Oriens). Афро-азиатские общества: история и современность. Москва. 2013, № 3. C. 88-94.
11. Знаменитый выпускник Санкт-Петербургского университета: Жизнь и творчество Николая Георгиевича Адонца (1871—1942 гг.). Вестник СПбУ. серия 2. История, 2014, вып. 1. С. 83-90 (соавт. П. О. Оганесян).
12. Армения и Великая Армения в историко-географической концепции Страбона. Материалы по археологии и истории античного и средневекового Крыма. Вып. V. Севастополь-Тюмень, 2013. С. 5-13.
13. Административно-территориальное деление Аршакидской Армении согласно «Географии» Клавдия Птолемея (северные губерни). Каспийский регион. Политика, экономика, культура. Астрахань, 2014, № 2. С. 14-21.
14. Восточная политика императора Марка Аврелия (160—181 гг.) и Аршакидская Армения. Вестник Томского государственного университета. История, Томск. 2014, № 4 (30). C. 51-53.
15. К разгадке тайны имени Лукулла-Вайкуна. Вестник Удмуртского университета. серия 5. История и филология. Ижевск, 2014. вып. 3. С. 81-86.
16. Административно-территориальное деление Аршакидской Армении согласно «Географии» Клавдия Птолемея (южные губерни). Каспийский регион. Политика, экономика, культура. Астрахань, 2014, № 3. С. 15-23.
17. Греция согласно данным «Ашхарацуйц»-а. Материалы по археологии и истории античного и средневекового Крыма. вып. 8. Севастополь-Тюмень-Нижневартовск, 2016. C. 335—345.
18. Древний Китай согласно данным «Древнеармянской географии» или «Ашхарацуйц»-е. Материалы по археологии и истории античного и средневекового Крыма. вып. 9. Севастополь-Тюмень-Нижневартовск, 2017. C. 367—374.
19. К 90-летию со дня рождения Гагика Хореновича Саркисяна. ВДИ. 2017, № 1. С. 236—237.
20. Северный Кавказ и сопредельные территории согласно данным древнеармянской географии (или «Ашхарацуйц-А»). Гуманитарные и юридические исследования. Научно-теоретический журнал. Ставрополь. 2017, № 2. С. 25-30.
21. К 110-летию со дня рождения Сурена Тиграновича Еремяна. ВДИ. 2018, № 2. С. 215—218.
22. Древнеиранские государства (Элам и Мидия) согласно данным «Древнеармянской географии» или «Ашхарацуйц». Tractus aevorum, 5(1). Белгород, 2018 весна. С. 111—134.
23. Крым и сопредельные территории по данным «Древнеармянской географии» («Ашхарацуйц», V—VII вв.). Боспорский феномен. Общее и особенное в историко-культурном пространстве античного мира. Материалы межд. научн. конф. Часть 2. СПб.: ИПЦ СПбГУПТД, 2018. С. 321—326.
24. Историческое обоснование русско-армянского двуязычия и его дальнейшего развития в Республике Армения. Международный конгресс «Языковая политика стран Содружества Независимых Государств». Сборник тезисов. Минск, 2-4 декабря, 2019 г. Минск, 2019. С. 49-50.
25. Тридцать третья страна Всеобщей Азии по «Древнеармянской географии»: Арик (Ариана—Ария) или Парфия?, Материалы по археологии и истории античного и средневекового Причерноморья. вып. 11. Москва, Тюмень, Нижний Новгород, 2019. С. 505—516.
26. Образ богини Артемиды в «Истории Армении» Мовсеса Хоренаци. ΣΧΟΛΗ (Schole). Философское антиковедение и классическая традиция. T. 15. Вып. 1. Новосибирск, 2021. С. 78-85.
27. Далмация в «Древнеармянской географии». Stratum plus. Археология и культурная антропология. СПб., Кишинев, Одесса, Бухарест, 2020. С. 327—333.
28. Италия по данным «Древнеармянской географии». Scripta antiqua. Вопросы древней истории, филологии, искусства и материальной культуры. Альманах. Т. девятый. М., 2020. С. 131—139.
29. Мизия (Мисия) по данным «Древнеармянской географии» (или «Ашхарацуйца»-a). Боспорский феномен. Боспорское царство М. И. Ростовцева. Взгляд из XXI века. Материалы межд. научн. конф. Ч. 2. СПб.: ИПЦ СПбГУПТД, 2020. С. 260—264.
30. Regions of Early Byzantium. Tractus Aevоrum 7 (2). Fall / Winter 2020. Белгород, изд. НИУ БелГУ. Р. 176—178
31. Межкультурная коммуникация в свете архетипа триединства. Norwegian Journal of development of the International Science. 2021. № 61. Vol. 1. Norway, Oslo. Iduns gate. С. 29-33 (И. Р. Саркисян).
32. Аравия (Арабия) по данным древнеармянского памятника V—VII веков «Ашхарацуйц». Ученые записки Казанского гос. университета. Серия Гуманитарные науки. 2021. Т. 163. кн. 3. С. 137—150.
33. Герасим Артемьевич Эзов: армянин на службе России. Армяне юга России: История, культура, общее будущее. Матер. IV междунар. науч. конф. г. Ростов-на-Дону, 28-29 сентября 2021 г. ЮФУ. С. 48-55.
34. Ахеменидский и Сасанидский Иран согласно данным «Древнеармянской географии» или («Ашхарацуйц»-а), Tractus aevorum, 8 (1). Весна/Лето. Белгород, 2021. С. 33-71.
35. Языковая политика РА на современном этапе. II Международный конгресс «Языковая политика стран Содружества Независимых Государств (СНГ)» (Алма-Ата, 26-28 октября 2021 г.). Сборник тезисов. Алматы. Изд. Гос. Инстит. русского языка им. А. С. Пушкина. 2021. С. 57-59.
36. Скифы (Цисуральские и Трансуральские) по данным «Древнеармянской географии» («Ашхарацуйц»-а). Вестник Полоцкого государственного университета. Серия А. Гуманитарные науки. Исторические науки. 2022, № 1 (63). С. 26-31.
37. Фригия согласно трудам Хоренаци и Ширакаци. Вестник СПбУ. серия 2, История, вып. 3, 2022. С. 789—799.
38. Ликия по данным «Древнеармянской географии» («Ашхарацуйца»). Херсонесский сборнык. Вып. XXIII. Cевастополь, 2022. С. 204—207.
39. Историко-географический обзор Галлии в труде "Ашхарацуйц. Журнал Белорусского гос. университета. История. 2023, 2. С. 21-27.

## Награды
- 2014 г. — К 95-летию ЕГУ (Ереванский государственный университет) награждён памятной медалью и грамотами.
- 2019 г. —  Наградная грамота II степени Британской Академии образования «За служение науке» 2019 г. — Медаль Британской Академии образования «За вклад в науку»
- 2023 г. — награждён серебряной медалью ЕГУ